# Compagnie de la Nouvelle-France
La Compagnie de la Nouvelle-France, aussi appelée Compagnie des Cent-Associés ou Compagnie du Canada, constitue une première tentative significative de peuplement de la colonie par le royaume de France. Les cent actionnaires, dont faisaient partie Samuel de Champlain et le cardinal de Richelieu, avançaient chacun un montant de 3 000 livres, ce qui constituait un capital de départ pour assurer le peuplement de la colonie et la conversion des Autochtones à la religion catholique. En échange, les Cent-Associés avaient le monopole du commerce des fourrures en Nouvelle-France. Constatant l'échec des Cents-Associés à assurer le peuplement de la colonie, le roi Louis XIV dissout la compagnie en 1663.

## Fondation de la Compagnie des Cent-Associés
Jugeant que la Compagnie de Montmorency, créée en 1621 par le duc Henri II de Montmorency, et dirigée par le protestant Guillaume de Caën, ne s’occupait pas adéquatement du développement démographique de la colonie, Armand Jean du Plessis, cardinal de Richelieu s'en montre insatisfait. Il mentionne ainsi qu'elle a « resté si peu curieux d’y pourvoir, qu’encore à présent il ne s’y est faict qu’une habitation ». 

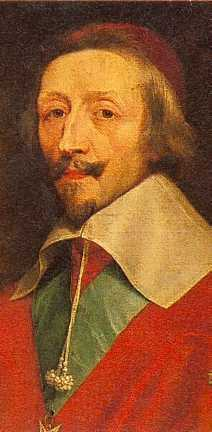
Armand Jean du Plessis, cardinal de Richelieu, fonde la Compagnie des Cent-Associés en 1627.

De plus, la Compagnie des marchands de Rouen et de Saint-Malo, ou simplement Compagnie de Rouen, créée en 1614 par l'association de Samuel de Champlain et de marchands rouennais, a été privée de son monopole par l’arrivée de la compagnie de Montmorency ; elle envoie, dès juillet 1621, le père Georges le Baillif à Tadoussac pour négocier une entente entre les deux compagnies. 

Par ailleurs, le cardinal de Richelieu cherche à rétablir l'autorité royale en Nouvelle-France. Ainsi, il remplace les deux compagnies, le 29 avril 1627, par la celle de Canada, établie sous le titre de Nouvelle-France et communément appelée Compagnie des Cent-Associés. Un article, parmi ceux dressés le 7 mai suivant, en explique les raisons d'être:
establir colonie, affin d’essayer, avec l’assistance divine, d’amener les peuples qui y habitent à la cognossance du vray Dieu, les faire policer et instruire à la Foy et Religion Catholique, Apostolique et Romaine, Monseigneur le Cardinal de Richelieu, Grand Maistre, chef et surintendant général de la navigation et commerce de France, estant obligé par le devoir de sa charge, de faire réussir les sainctes intentions et desseins des dits Seigneurs Roys . 
Il est prévu que cent associés investissent chacun 3 000 livres en trois versements. Un capital de 300 000 livres est ainsi prévu au départ. La compagnie s'engage à « faire tous leurs efforts pour peupler la Nouvelle-France dite Canada  ». Les  associés promettent d'y faire passer 200 à 300 hommes de tous métiers dès 1628 et, au cours des 15 années suivantes, d'en augmenter le nombre jusqu’à 4 000 hommes et femmes. La compagnie doit les installer à ses frais, c'est-à-dire payer leur transport, leur logement et la nourriture pendant les 3 premières années. Elle doit de plus administrer la colonie, assurer la défense du territoire et se consacrer à la conversion des Autochtones. À cet effet, elle devra assurer le logement et fournir les vivres à au moins 3 ecclésiastiques pendant 15 ans .

En échange de ses efforts financiers, la Compagnie des Cent-Associés se voit octroyer un monopole permanent sur le commerce des fourrures en Nouvelle-France et, pour 15 ans, un monopole sur tout autre type de commerce terrestre et naval. « Le Fort et Habitation de Quebecq, avec tout le dit païs de la Nouvelle-France, dite Canada  » devient son domaine. Sa vaste seigneurie s’étend de la Floride au cercle arctique puis de Terre-Neuve au lac Huron. En ce qui concerne les terres, elle pourra les distribuer à ceux « qui y habiteront le dit païs et aultres en telles quantité et ainsy qu’il jugeront à propos  ».

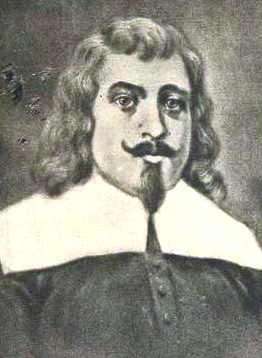
Jean de Lauson est intendant pour la Compagnie des Cent-Associés. Il sera plus tard le troisième gouverneur de la Nouvelle-France en 1651.

Parmi ses premiers associés figurent le cardinal de Richelieu, Samuel de Champlain, le surintendant des finances, le marquis d’Effiat, l'intendant de la marine, Isaac Martin de Mauvoy, et divers conseillers du roi dans des cours, dont des parlements provinciaux.  
Douze directeurs sont ensuite élus parmi les associés. Leur mandat est de 4 ans. Un intendant préside les réunions des directeurs et un receveur général tient les livres, qu'il présente annuellement aux directeurs et à l'intendant. Dès la fondation de la Compagnie en 1627, Jean de Lauson, maître des requêtes, membre des Conseils d’État et privé et président du Grand Conseil, est nommé intendant par Richelieu. François Fouquet, maître des requêtes et conseiller du roi, lui succèdera plus tard. La compagnie emploie de plus quelques personnes dans la colonie, notamment un commis général, des commis de magasin, des sous-commis et des interprètes. 

## Prise de Québec
La Compagnie traverse une période particulièrement difficile peu de temps après sa fondation. En plein contexte de guerre anglo-française, commencée en 1627, plusieurs de ses navires sont capturés, le commerce est ralenti. En 1628, une expédition vers Québec comprenant quatre navires, chargés de matériel et de vivres et comptant quatre cents colons à bord est mise sur pied par la compagnie dans le but de contrer la famine qui sévit alors dans la colonie. Ils sont interceptés par la flotte anglaise des frères Kirke dans le golfe du Saint-Laurent, près de Tadoussac.
En 1629, Samuel de Champlain, qui est en outre actionnaire de la Compagnie, est élu lieutenant de la Compagnie en Nouvelle-France. Mais, en juillet, il doit remettre Québec aux Anglais de David Kirke. Bien que la fin du conflit entre l'Angleterre de Charles Ier et la France de Louis XIII ait été signée à Suse le 24 avril 1629, les négociations pour restituer Québec seront longues. Pendant trois ans, la colonie se trouve donc sous contrôle anglais. L'ambassadeur Charles de L’Aubespine, marquis de Châteauneuf, s’oppose à ce que le retour des territoires de Québec et de Port-Royal soit négociés séparément. Cela déplaît fort aux actionnaires de la Compagnie Cent-Associés qui charge son directeur, Jean de Lauson, de demander aux conseillers du roi que la restitution de la Nouvelle-France se fasse au plus tôt. Châteauneuf s'y oppose et préfère négocier en même temps le sort de l'Acadie. 

## Retour de Québec à la France et nomination d'un premier gouverneur
En mars 1632, Charles Ier accepte finalement de restituer Québec et Port-Royal à la France. Ceci est confirmé dans le traité de Saint-Germain-en-Laye, le 29 mars. La Compagnie des Cents-Associés a essuyé de lourdes pertes financières durant cette période. Les Jésuites, appuyés par Jean de Lauson, reviennent aussitôt dans la colonie, contrairement aux Récollets qui n'obtiennent l'autorisation qu'en 1670. Champlain revient quant à lui l'année suivante, en 1633. Il meurt toutefois à Québec peu de temps après, à Noël 1635. Le peuplement reprend immédiatement après la restitution. Entre 1632 et 1636, 600 à 700 personnes s’établissent ainsi en Nouvelle-France.  

Le 15 janvier 1636, Charles Huault de Montmagny obtient le titre de « gouverneur pour la dite compagnie sous l’autorité du roi et de mon dit seigneur le cardinal duc de Richelieu, de Québec et autres lieux et places étant sur le fleuve Saint-Laurent,. » Il s'agit du premier gouverneur en titre de la Nouvelle-France. Le gouverneur, qui dispose alors de pouvoirs étendus, sert à la fois le roi et la Compagnie Cent-Associés. Entre 1636 et 1663, cinq personnes se succèdent au poste de gouverneur dans la colonie. 

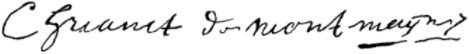
Charles Huault de Montmagny est nommé en 1636. Il est le premier gouverneur de la Nouvelle-France.

Montmagny, tout en étant l'un des directeurs de la Compagnie et au service de Richelieu, représente avant tout le roi en Nouvelle-France. Il concède des seigneuries et des terres à Québec et à Trois-Rivières en plus de voir les Ursulines et les Augustines s'installer à Québec en 1639.  

## Monopole de la traite des fourrures est cédé à la Communauté des Habitants
Le cardinal de Richelieu décède le 4 décembre 1642, alors que Louis XIV n'est encore qu'un enfant. La régence est assurée par la reine Anne d'Autriche. Dans la colonie, Montmagny reçoit le titre de gouverneur et lieutenant général du roi en Nouvelle-France. Montréal est fondée en 1642 et vers 1643, la Nouvelle-France est divisée en trois gouvernements : Québec, Trois-Rivières et Montréal.   

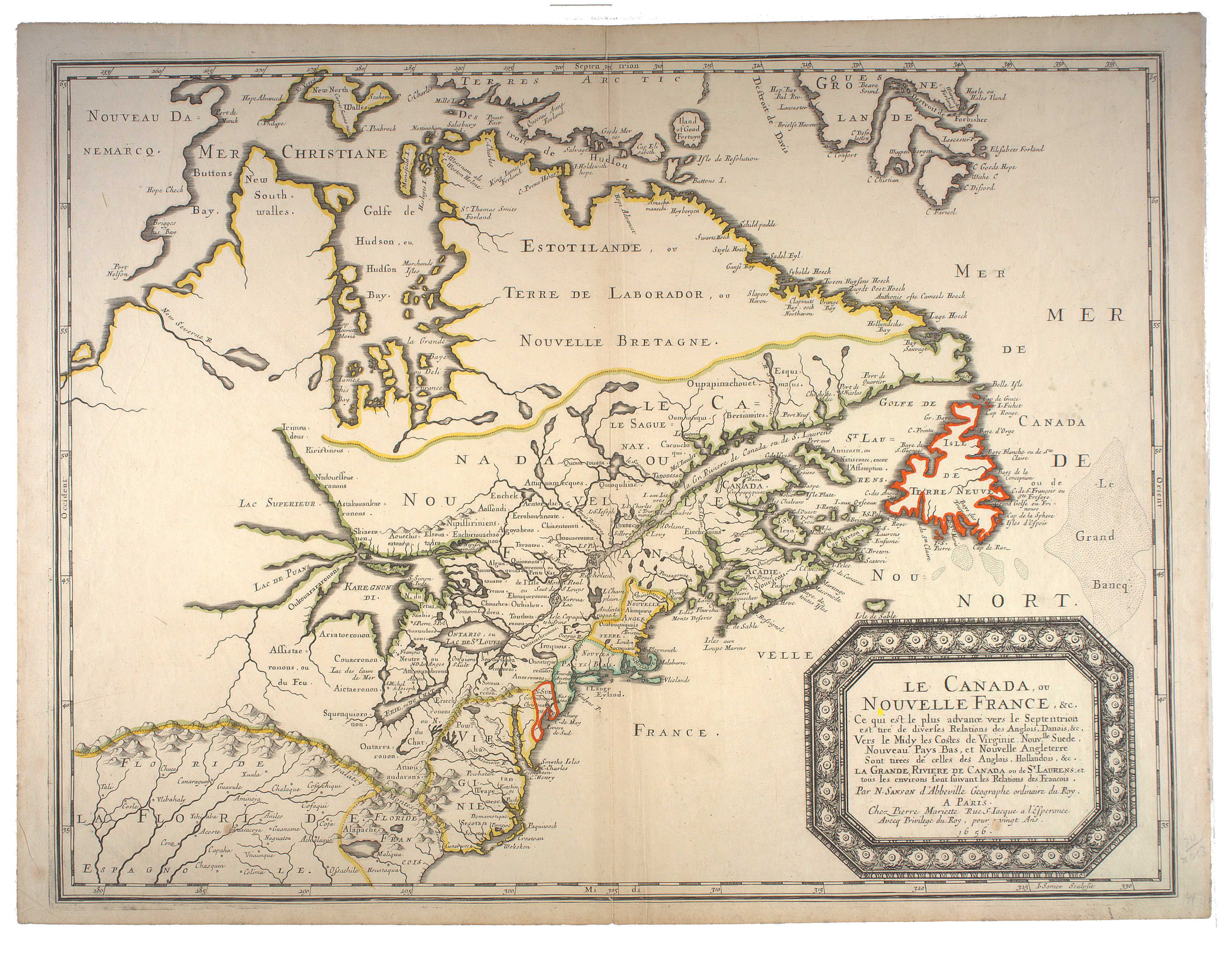
La Compagnie est seigneur du Canada. Cette carte a été réalisée en 1656 par Nicolas Sanson.

Confrontés à la multiplication de difficultés financières et faisant suite à une demande en ce sens par les « députés pour les habitants de la Nouvelle-France », le 14 janvier 1645, les directeurs de la Compagnie des Cent-Associés choisissent de céder la traite des fourrures à la Communauté des Habitants. Cette décision est approuvée par le Conseil de régence le 6 mars suivant. La Communauté des Habitants assurera dès lors le contrôle des charges publiques, en plus des dépenses liées notamment à l'entretien du gouverneur, des soldats et des ecclésiastiques. Les Cent-Associés conservent de leur côté « les noms, titres, autorités, droits et pouvoirs qui lui ont été donnés par l’Édit de son établissement, pour demeurer en pleine propriété, possession, justice et seigneurie de [la Nouvelle-France] ».
La Communauté des Habitants, composée de 30 personnes provenant de Québec, 27 de Trois-Rivières et 8 Montréal, se réunit dans l'ancien magasin des Cent-Associés à Québec. Elle est administrée par un conseil de 12 personnes élues.
Puis, le 27 mars 1647, Anne d’Autriche abolit ce conseil et confie l’administration de la Communauté à un autre conseil formé cette fois du gouverneur Montmagny, du gouverneur de Montréal, Paul Chomedey de Maisonneuve et du supérieur des Jésuites, Jérôme Lalemant. Le 2 mars 1648, la régente Anne d’Autriche répond à la demande des Cent-Associés et nomme Louis d’Ailleboust gouverneur et lieutenant général de la Nouvelle-France en remplacement de Montmagny. Fait nouveau, son mandat de 3 ans ne pourra être renouvelé qu’une fois. 

## Dissolution de la compagnie
Vers 1660, la colonie compte environ 3000 habitants. Maintenant majeur, le 24 février 1663, Louis XIV procède à la dissolution de la Compagnie des Cent-Associés: 
ordonnons, voulons et nous plaît, que tous les droits de propriété, justice, seigneurie, de pourvoir aux offices de gouverneurs, et lieutenants généraux des dits pays et places, même de nous nommer des officiers pour rendre la justice souveraine, et autres généralement quelconques accordés […] soient et demeurent réunis à notre couronne pour être dorénavant exercés en notre nom par les officiers que nous nommerons à cet effet.
La Compagnie des Cent-Associés cesse d'être seigneur de la Nouvelle-France. Un mois plus tard, le 24 mars, le roi transforme la colonie en une province royale, administrée par un gouverneur, un intendant et un conseil souverain. Dès l'année suivante, la colonie redevient toutefois un domaine de la nouvelle Compagnie française des Indes occidentales, fondée par le ministre Colbert en 1664. Cette compagnie perdurera pendant 10 ans.

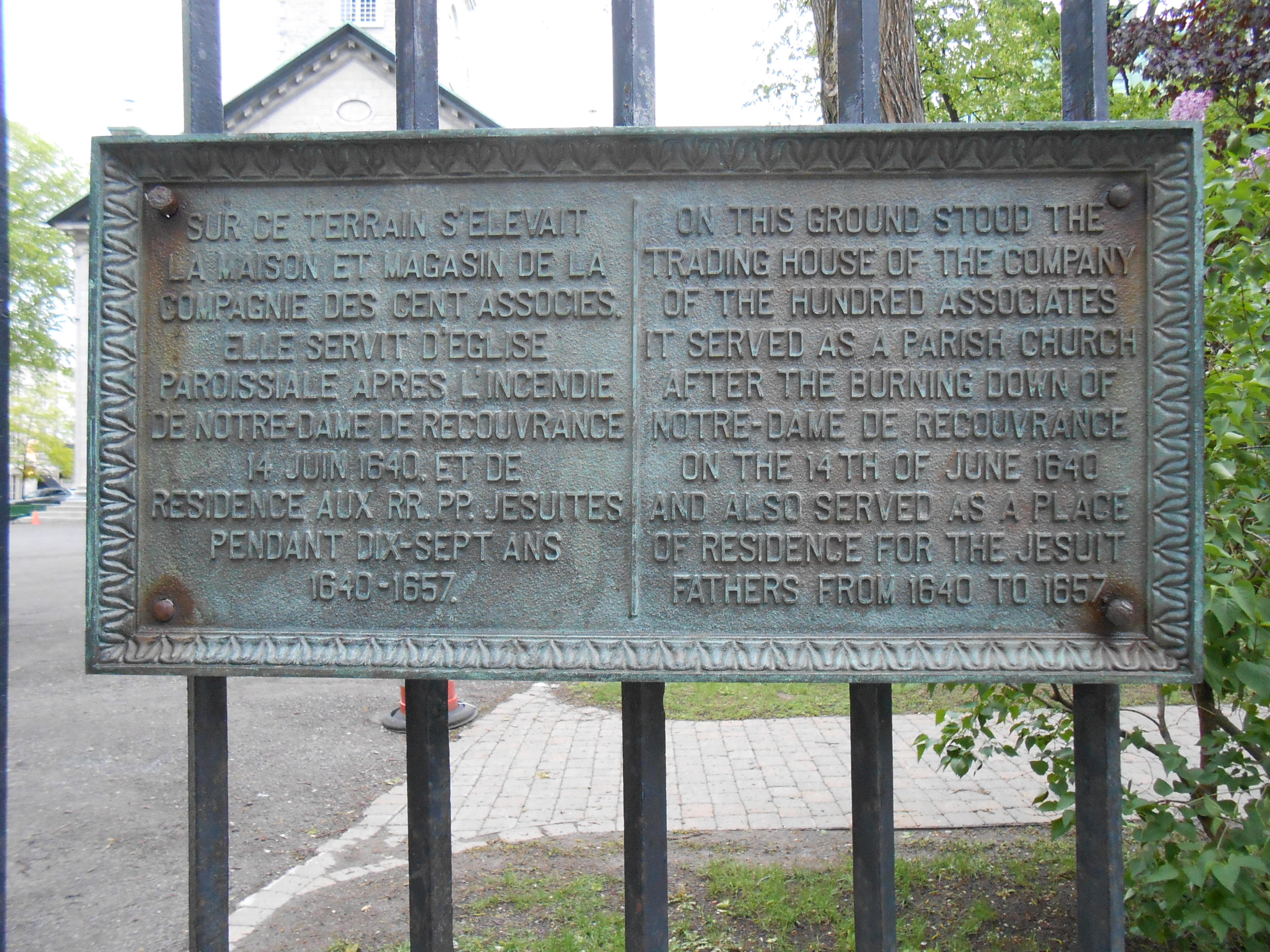
Plaque, rue des Jardins

## Commémoration
- L'avenue des Cent-Associés a été nommée en l'honneur de la compagnie dans l'ancienne ville de Beauport, maintenant ville de Québec, en 1963[29].
- Une plaque rappelant l'emplacement du magasin de la compagnie, construit en 1633 sur les ruines de la deuxième habitation[30], se trouve sur la clôture de la cathédrale de la Sainte Trinité à Québec. Le magasin servait à entreposer les fourrures et les habitants pouvaient s’y procurer divers biens.